# Maatschappelijke sciencefiction
Maatschappelijke sciencefiction is een subgenre van sciencefiction. Hierbij wordt meer de nadruk gelegd op de sociologische aspecten van een beschaving en minder op technologie en avontuur. In dit genre vallen ook door een breder publiek gelezen boeken, waarvan George Orwells 1984 het bekendste voorbeeld is.

## Oorsprong
Een van de eerste sciencefictionschrijvers die sociologische thema's aansneed was de Brit H.G. Wells in De Tijdmachine uit 1895. Hij schrijft hierin over een tijdreiziger die in de verre toekomst twee volken op aarde aantreft: de sierlijke Eloi en de monsterlijke Morlocks, die beide uit de mensheid zijn ontstaan.
In de Verenigde Staten begon deze stroming in de jaren 40 met schrijvers als Robert Heinlein en Isaac Asimov. De laatste poneerde voor dit subgenre de term "Social Science Fiction" Dystopische en utopische verhalen vallen ook vaak in het genre van maatschappelijke sciencefiction: Wij (1921) van Jevgeni Zamjatin, Brave New World (1932) van Aldous Huxley, het al genoemde 1984 en Ray Bradbury's Fahrenheit 451 (1953) zijn bekende dystopische romans. De Rus Ivan Efremov, schreef in 1957 het utopische Andromeda en in 1968 de dystopie The Bull's Hour.

## Moderne maatschappelijke sciencefiction
In de jaren 60 begon het moderne tijdperk van de sciencefiction. Schrijvers van maatschappelijke sciencefiction uit die tijd zijn Harlan Ellison, Brian Aldiss, Ursula Le Guin, Kurt Vonnegut en Robert Heinlein. Ellison schrijft vooral anti-militaristische romans, Le Guin over antropologische, feministische en sociologische problemen in afgelegen beschavingen en Vonnegut vooral over ethische vraagstukken. Frederik Pohl combineert in zijn Gateway-reeks harde en zachte sciencefiction.
Naast de verschillende verfilmingen van hierboven genoemde boeken is ook de televisieserie Firefly het vermelden waard: hierin is de techniek ondergeschikt aan het maatschappelijke verhaal. In mindere mate geldt dit ook voor de series Blake's 7 en Star Trek.

## Subgenres
Ook maatschappelijke sciencefiction kan weer worden onderverdeeld in verschillende subgenres. De belangrijkste hiervan zijn:
- Alternatieve geschiedenis: hierbij speelt het verhaal zich af in een wereld waarin de geschiedenis net iets anders is verlopen dan de werkelijke geschiedenis zoals wij hem kennen. De films Sliding Doors, Lola rennt en The Butterfly Effect zijn hiervan voorbeelden.
- Militaire sciencefiction: hierbij concentreren de verhalen zich op interplanetaire of interstellaire conflicten in een militaristische maatschappij. Voorbeelden: Ender-reeks van Orson Scott Card en de films/televisieseries Battlestar Galactica, Starship Troopers en Space: Above and Beyond.